# Viktorija Jurjevna Zsilinszkajtye
Viktorija Jurjevna Zsilinszkajtye cirill betűkkel:Виктория Юрьевна Жилинскайте (Uraj, 1989. március 6. –) olimpiai bajnok orosz válogatott kézilabdázó, jelenleg az orosz GK Kubany Krasznodar játékosa.
Ikertestvére, Jana Zsilinszkajtye szintén válogatott kézilabdázó.

## Pályafutása
Zsilinszkajtye pályafutása során csak orosz csapatokban játszott. Klubszinten nemzetközi sikereket a HC Lada Togliattival ért el, ezzel a csapattal kétszer tudta megnyerni az EHF-kupát.
A válogatottban 2008-ban bronzérmes lett az Európa-bajnokságon, a következő évi világbajnokságon pedig aranyérmes. Két olimpián vett részt, a 2012-es londoni olimpián a negyeddöntőben kiesve az előzetes várakozásokat alulmúlva a 9. helyet szerezte meg a csapata, a 2016-os riói olimpián viszont az összes mérkőzést megnyerve lettek olimpiai bajnokok. Az olimpiai győzelem után orosz állami kitüntetésben részesült, Vlagyimir Putyintól megkapta a Barátságért érdemrendet.

## Sikerei
- Olimpia győztese: 2016
- Világbajnoki aranyérmes: 2009
- Európa-bajnokság bronzérmese: 2008
- EHF-kupa győztese: 2012, 2014
- Orosz bajnokság győztese: 2016